# Lenka Pastorčáková
Lenka Pastorčáková (* 26. května 1983 Bohumín) je bývalá novinářka a televizní moderátorka. Působila v agentuře ČTK, televizi Nova, televizi Prima a České televizi. V roce 2017 zastávala úlohu tiskové mluvčí Jiřího Drahoše, kandidáta v prezidentských volbách.
Do března 2020 působila jako tisková mluvčí Zoologické zahrady v Praze. V dubnu 2019 vydala psychologický román o chorobné žárlivosti s názvem Žárlivka.

## Život a kariéra
Vystudovala filozofickou fakultu Masarykovy univerzity v Brně, bakalářskou diplomovou práci na téma Filosofie v dramatech Jeana-Paula Sartra obhájila v roce 2006. V roce 2005 získala titul 1. vicemiss severní Moravy.
Svou profesní kariéru začala v České tiskové kanceláři jako novinářka videozpravodajství. V televizním vysílání začala pracovat jako moderátorka zpravodajství v pořadu Snídaně s Novou a večerních zpráv též na Nově. Do Nedělní partie se dostala v březnu 2013, když spolu s Janem Punčochářem moderovala debatu s nově zvoleným prezidentem Milošem Zemanem, samostatně ji pak začala moderovat od konce téhož měsíce. Z televize Prima odešla na konci roku 2013. Od dubna 2014 působila v České televizi, kde se podílela na přípravě pořadu 168 hodin.
Po oznámení kandidatury Jiřího Drahoše pro prezidentské volby 2018 přijala funkci jeho tiskového mluvčího.
Od března 2018 do března 2020 zastávala pozici tiskové mluvčí Zoologické zahrady v Praze.
V dubnu 2019 jí v nakladatelství Motto vyšel román o chorobné žárlivosti s názvem Žárlivka.
V roce 2022 vydala román o zákulisí prezidentských voleb s názvem Kandidát.